# Chauvac-Laux-Montaux
Chauvac-Laux-Montaux ist eine französische Gemeinde mit mehreren Weilern und mit 43 Einwohnern (Stand 1. Januar 2022) im Département Drôme in der Region Auvergne-Rhône-Alpes (vor 2016 Rhône-Alpes). Sie gehört zum Arrondissement Nyons und zum Kanton Nyons et Baronnies.

## Lage
Chauvac-Laux-Montaux liegt etwa 80 Kilometer südöstlich von Valence im Regionalen Naturpark Baronnies Provençales. Am Ostrand der Gemeinde entspringt die Eygues. Umgeben wird Chauvac-Laux-Montaux von den Nachbargemeinden Saint-André-de-Rosans im Norden, Sorbiers im Nordosten, Villebois-les-Pins im Osten, Laborel im Südosten, Montauban-sur-l’Ouvèze im Süden sowie Roussieux im Westen.

## Bevölkerungsentwicklung
| Jahr                       | 1962 | 1968 | 1975 | 1982 | 1990 | 1999 | 2006 | 2019 |
| -------------------------- | ---- | ---- | ---- | ---- | ---- | ---- | ---- | ---- |
| Einwohner                  | 75   | 58   | 46   | 46   | 46   | 39   | 45   | 42   |
| Quellen: Cassini und INSEE |      |      |      |      |      |      |      |      |

## Sehenswürdigkeiten

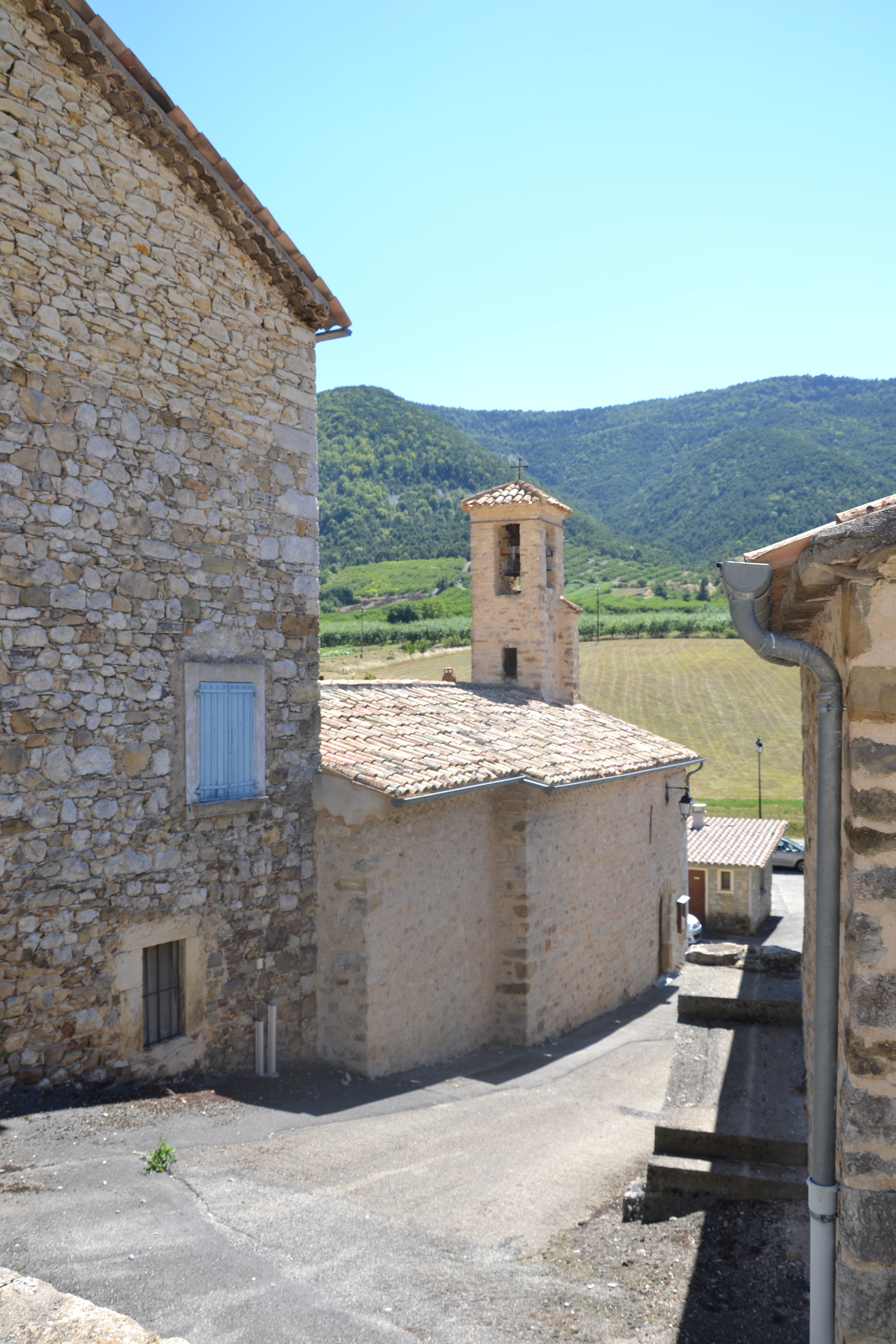
Kirche Saint-Pierre
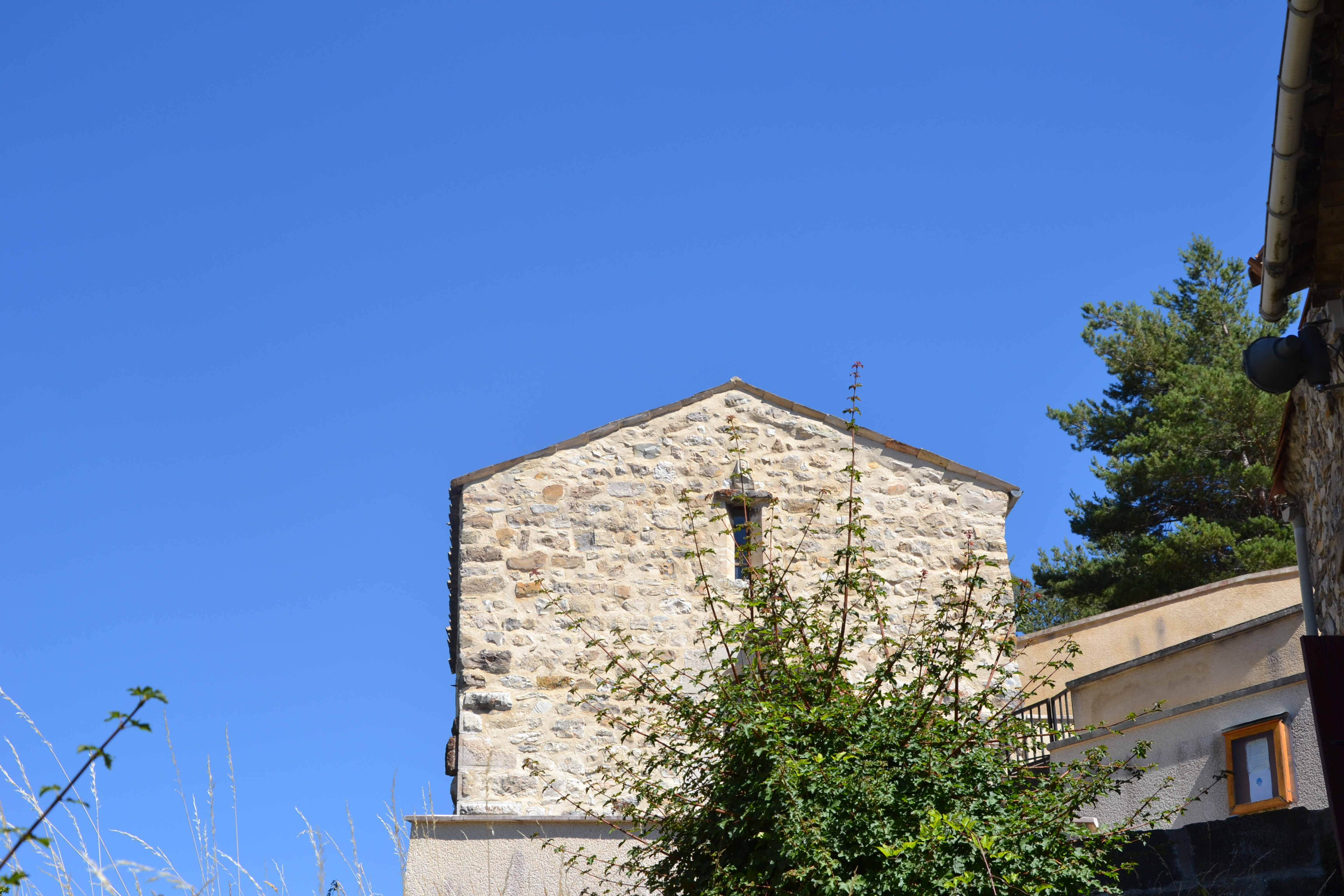
Kapelle Saint-Georges aus dem 13. Jahrhundert
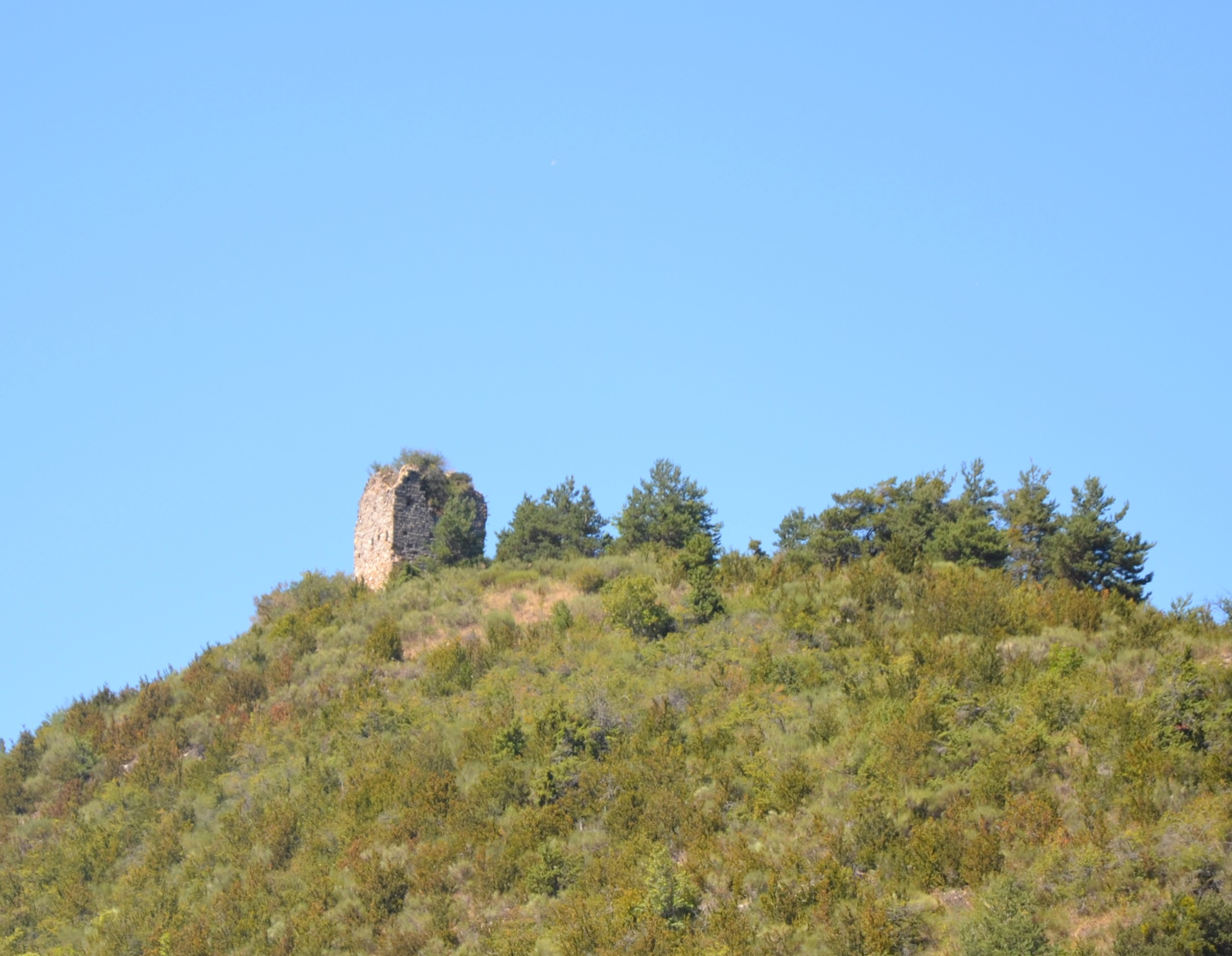
Donjon

- Kirche Saint-Pierre
- Kapelle Saint-Georges
- Donjon